# Mike Piazza
Pour les articles homonymes, voir Piazza.
Michael Joseph Piazza (né le 4 septembre 1968 à Norristown, Pennsylvanie, É.-U.) est un ancien receveur des Ligues majeures de baseball. Il est en 2016 élu au Temple de la renommée du baseball.
Souvent considéré comme l'un des meilleurs frappeurs à avoir occupé la position de receveur et le meilleur frappeur de puissance de l'histoire à ce poste, Mike Piazza évolue pour 5 équipes au cours d'une carrière qui débute en 1992 et se termine en 2007. Ses 427 coups de circuit en carrière sont un record du baseball majeur pour un receveur. Invité 12 fois aux matchs des étoiles, il a gagné un record pour un receveur de 10 Bâtons d'argent. Élu recrue de l'année dans la Ligue nationale en 1993, il joue pour les Dodgers de Los Angeles jusqu'en 1998. Il évolue par la suite pour les Marlins de la Floride en 1998, pour les Mets de New York de la fin de la saison 1998 jusqu'à 2005, pour les Padres de San Diego en 2006 et, enfin, les Athletics d'Oakland en 2007.
Il a fait une apparition dans un épisode de la série Alerte à Malibu.

## Carrière

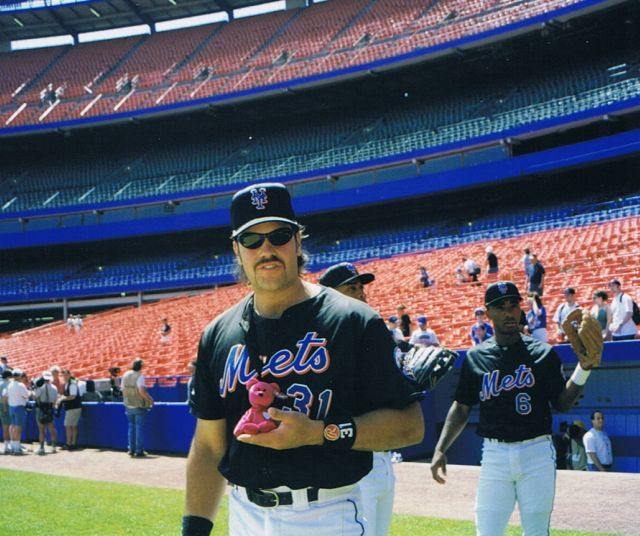
Mike Piazza en 1999 avec les Mets de New York.

### Dodgers de Los Angeles
Fait inhabituel, Mike Piazza n'est repêché qu'au 62e tour de sélection en 1988. Joueur au collège Miami-Dade, il est le 1 390e joueur réclamé par un club du baseball majeur cette année-là et n'est choisi par les Dodgers de Los Angeles que pour faire plaisir à Tommy Lasorda, qui est un ami du père de Piazza. Parmi tous les joueurs élus au Temple de la renommée du baseball après l'instauration du repêchage amateur du baseball majeur, Piazza est de loin le joueur réclamé le plus tardivement, devant John Smoltz (choisi 574e au total en 1985, élu au Temple en 2015) et Ryne Sandberg (511e choix en 1978, élu en 2005).
Piazza joue son premier match dans le baseball majeur le 1er septembre 1992 et, après 21 matchs des Dodgers cette année-là, joue sa saison recrue en 1993. Il est unanimement voté recrue de l'année dans la Ligue nationale en 1993, devenant le 2e de 5 joueurs des Dodgers à recevoir le prix consécutivement de 1992 à 1996. Piazza frappe pour ,318 de moyenne au bâton en 149 parties jouées en 1993, avec une moyenne de puissance de ,561 qui est la plus élevée de l'histoire pour une recrue des Dodgers. Ses 112 points produits et 35 circuits sont aussi de nouveaux records pour une recrue des Dodgers, éclipsant les  28 circuits et 106 points produits de Del Bissonnette pour les Dodgers de Brooklyn en 1928, et les 26 circuits et 88 points produits de Joe Ferguson, auteur des meilleurs totaux par une recrue des Dodgers depuis l'arrivée du club à Los Angeles. En 2017, Cody Bellinger bat le record de Piazza pour les circuits par un joueur recrue des Dodgers.

### Mets de New York
Le 5 mai 2004 face aux Giants de San Francisco, Piazza devient receveur ayant frappé le plus grand nombre de circuits dans l'histoire du baseball majeur. Il passe devant Carlton Fisk avec le 352e de ses 427 coups de circuit en carrière.

### Athletics d'Oakland
Le 20 mai 2008, il a annoncé sa retraite sportive après 16 saisons.

## Temple de la renommée
Mike Piazza est éligible à l'élection au Temple de la renommée du baseball à partir de 2013. Pour être élu, un joueur doit apparaître sur au minimum 75 pour cent des bulletins de vote remplis annuellement par les membres de l'Association des chroniqueurs de baseball d'Amérique et est éligible 10 ans tant qu'il récolte au moins 5 pour cent des voix. Piazza passe de 57,8 % des voix en 2013 à 62,2 % en 2014, puis 69,9 % en 2015. Piazza est élu en 2016 au Temple de la renommée avec 83 % des voix.

## Statistiques en carrière
| Statistiques de frappeur |                |                |      |      |      |      |     |    |     |      |    |    |     |      |       |       |       |
| Saison                   | Équipe         | Ligue          | G    | AB   | R    | H    | 2B  | 3B | HR  | RBI  | SB | CS | BB  | SO   | BA    | OBP   | SLG   |
| Totaux                   | 16 saisons MLB | 16 saisons MLB | 1912 | 6911 | 1048 | 2127 | 344 | 8  | 427 | 1335 | 17 | 20 | 759 | 1113 | 0,308 | 0,377 | 0,545 |